# Jeszenszky Endre
Jeszenszky Endre (Somogyvár, 1925. február 11. – Budapest, 2008. május 14.) a Magyar Köztársasági Érdemrend kiskeresztjével kitüntetett táncos, koreográfus, balettmester, a dzsessztánc magyarországi műfajalapítója.

## Életútja
Szülei, Jeszenszky Valér és Kotsis Katalin gyógyszerészek voltak. 1931-1937 között a család Budapesten lakott, ahol szülei fokozatosan nevelték színház- és hangversenylátogatóvá. Az Operaház és különösen a balettelőadások nagy hatással voltak rá. 1937-ben Szegedre költöztek. Itt járt gimnáziumba. Színházi élményeit a szombat délutáni ifjúsági előadások, néhány hangverseny és nagyon kevés balettelőadás jelentette, budapesti operaházi vendégművészek előadásában. Ekkor kezdett felerősödni benne a tánc iránti vonzalom. Jobban a tánctanítás, táncalkotás, kevésbé a színpadra kerülés vágya. Érettségi után Budapesten iratkozott be egyetemre, s apja tudta nélkül Brada Rezső balettiskolájába is. Amikor ez utóbbi kiderült, szigorú, puritán apja visszavitte Szegedre. A háborúban katona volt, majd hadifogságba került. Érdekesség, hogy szegedi lakásukba egy ukrán századost szállásoltak be, aki a kijevi operaház balett-táncosa volt. A háború után, három és fél hónapos tánctanulásával, az éppen alakuló Szegedi Nemzeti Színház táncosa lett (1945–1949). Ő volt a család egyetlen keresője és így eltartója. Hihetetlen szorgalommal pótolta be tudásbeli hiányosságát. Ebben segítői Bartos Irén, Lakatos Gabriella, Rimóczy Viola balerinák, valamint Zsedényi Károly balettmester voltak. Harangozó Gyula biztatására 1950-ben jelentkezik a budapesti Operaház balettegyüttesébe. Itt rögtön fontos szerepeket kapott, Vaszilij Vajnonen és felesége Klavdia Armasevszkaja balettmesterek pedig felvették mesterképző tanfolyamukra, ahol a kiemelkedő szólistáknak tanították a Vaganova-balettmetodikát. Ez a tanfolyam egyúttal a később alapítandó Állami Balettintézet tanári karának felkészítését is eredményezte.
1951-1955 között a Vígszínházban lett balettmester, koreográfus, és szólótáncos. Közben a megalakult Állami Balettintézetben Nádasi Ferenc mester mellett asszisztál.1955-ben megnősült. Felesége Déry Gabriella opera-énekesnő. 1955-ben 3 színházi kolléganőjével balettiskolát nyitott, mely egyre nagyobb hírnévre tett szert. Ekkor megérezve az idők szavát, a klasszikus balett mellett nyitott a modern műfajok tanítása felé: dzsessztáncot is tanított, majd jégtáncosok és tornászok edzője volt. A 60-as évek elején a Magyar Jégrevű művészeti vezetője, majd az évtized végén a Moulin Rouge koreográfusa volt. Magániskolája révén a hazai újjászülető modern táncélet egyik ösztönzője volt. 1974-1985 között az Állami Artistaképző Intézet tanára, majd 1989-től az újból meginduló modern táncpedagógus-képző tanfolyamok vezető tanára. Az 1970-es évek végén, az 1980-as évek elején a megalakuló Rock Színház tánckarát is ő hozta létre. A 80-as évek elejétől oktatta saját dzsessztánc-rendszerét. 1982-ben alakult meg hivatásos társulata, a Jeszenszky Táncegyüttes, amely 1988-ig működött profi együttesként. 1992-ben létrehozta a Jeszenszky Alapítványt a korszerű táncoktatásért. 1997-ben a képzés központját áthelyezte Budapestről Vácra, amely azóta Jeszenszky Art Center néven működik, és magában foglalja a Jeszenszky Produkciót, amely műsorok gyártásával és azok menedzselésével foglalkozik. Pest Megye Közgyűlése 2005-ben a Jeszenszky Táncművészeti Központnak ítélte oda a „Pest Megye Művészetéért” díjat. Haláláig, több mint négy évtizedig Budán, az Orbán-hegyen élt. Sírja a Farkasréti temetőben található.

## Könyvei
- Balett (zsebszótár), 1992.

## Emlékezete
Jeszenszky Endre a tánc nagymestere, akinek emlékére a Táncpedagógusok Országos Szövetsége minden évben megrendezi a Koreográfus versenyt. A táncosoknak két táncot kell előadniuk, egy kötelezőt és egy választottat, amelyek maximum 5-10 percesek lehetnek. Minden évben komoly zsűri áll össze a táncok értékelésére. Kőkemény kritikával értékelik a versenyszámokat, ahol figyelik a produkció ötletességét és azt, hogy a táncosok mennyire képesek összhangban mozogni a zenével. A modern tánc bevezetése Jeszenszky Endre nevéhez fűződik, nem véletlen, hogy neki állít emléket ez a verseny.